# CNN+
CNN+ – hiszpański kanał telewizyjny o profilu informacyjnym, działający od 27 stycznia 1999 roku. 
Powstał jako wspólny projekt koncernu Time Warner (za pośrednictwem jego spółki zależnej Turner Brodcasting System), globalnego właściciela marki CNN, oraz hiszpańskiej spółki Sogecable, którą w 2005 wchłonęła grupa PRISA. W 2009 Sogecable sprzedała swoje udziały firmie Gestevisión Telecinco, stanowiącej hiszpański oddział włoskiej grupy medialnej Mediaset, kontrolowanej przez premiera Włoch Silvio Berlusconiego.
CNN+ dostępne jest w Hiszpanii w naziemnym przekazie cyfrowym, w sieciach kablowych oraz w ofercie dwóch platform telewizji internetowej. Wyłączność na jego dystrybucję satelitarną posiada platforma Digital+, będąca siostrzaną platformą polskiej Cyfry+. Transmisja kanału prowadzona jest za pośrednictwem satelitów Hispasat 1C oraz Astra 1KR, na dzierżawionych przez Digital+ transponderach.